# Colopisthus cavalier
Colopisthus cavalier es una especie de crustáceo isópodo marino intermareal de la familia Cirolanidae.

## Distribución geográfica
Es endémica de la isla de Barbuda (Antigua y Barbuda).

## Tipos
- Colopisthus canna
- Colopisthus cavalier
- Colopisthus parvus
- Colopisthus ronrico